# Cnemoplites
Cnemoplites is een kevergeslacht uit de familie van de boktorren (Cerambycidae). De wetenschappelijke naam van het geslacht werd voor het eerst geldig gepubliceerd in 1842 door Newman.

## Soorten
Cnemoplites omvat de volgende soorten:
- Cnemoplites flavipilis (Thomson, 1877)
- Cnemoplites prionoides (Thomson, 1864)
- Cnemoplites howei (Thomson, 1864)
- Cnemoplites impar (Newman, 1844)
- Cnemoplites intermedia Wilson, 1923
- Cnemoplites argodi Lameere, 1903
- Cnemoplites blackburni Lameere, 1903
- Cnemoplites cephalotes (Pascoe, 1864)
- Cnemoplites edulis Newman, 1842
- Cnemoplites fairmairei Lameere, 1912
- Cnemoplites gahani Lameere, 1912
- Cnemoplites hamali Lameere, 1903
- Cnemoplites princeps Gahan, 1893